# Gannansaurus
Gannansaurus é uma género fóssil de dinossauro do clado Somphospondyli. Sua espécie-tipo é denominada Gannansaurus  sinensis. Seus restos fósseis foram encontrados na formação Nanxiong, província de Jiangxi, China.